# Aromásszénhidrogén-receptor
Az aromásszénhidrogén-receptor (röviden AhR, AHR, ahr, ahR, más néven AH-receptor vagy dioxinreceptor) az AHR gén által kódolt fehérje. Ez a génexpressziót szabályzó transzkripciós faktor. Eredetileg xenobiotikum-érzékelő és enzimeket, például a citokróm P450-et szabályzó anyagnak gondolták. A legfontosabb ilyen xenobiotikumok az aromás szénhidrogének, melyekből a receptor neve is származik.
Később kiderült, hogy az AhR-t számos endogén indolszármazék, például a kinurenin aktiválja vagy deaktiválja. A metabolikus enzimek szabályzása mellett az AhR szerepet játszik az immunregulációban, az őssejtkezelésben és a sejtdifferenciációban.
Az aromásszénhidrogén-receptor a bázikus hélix-gyűrű-hélix transzkripciós faktorok közé tartozik. Számos exogén ligandumot, például növényi flavonoidokat, polifenolokat és indolokat köt, valamint szintetikus policiklikus aromás szénhidrogéneket és dioxinszerű vegyületeket. Az AhR általában inaktív citoszol-transzkripciósfaktor, mely több társchaperonhoz kötődik. Vegyületekhez, például 2,3,7,8-tetraklórdibenzo-p-dioxinhoz (TCDD) kötve a chaperonok disszociálnak, így az AhR a sejtmagba kerül, és dimerizálódik az ARNT-vel (AhR-magitranszlokátor), megváltoztatva a géntranszkripciót.

## Funkciós doménjei

Az AhR funkciós doménjei

Az AhR több funkciójához fontos domént tartalmaz, és a bázikus hélix-gyűrű-hélix/Per-Arnt-Sim (bHLH/PAS) transzkripciósfaktor-család tagja. A bHLH a fehérjén N-terminális helyzetű, és számos transzkripciós faktorban jelen van. A bHLH-szupercsalád tagjaiban 2 eltérő működésű, nagy állandóságú domén található. Az első a bázikus (b) régió, mely a transzkripciós faktor DNS-kötésében fontos. A másik a hélix-gyűrű-hélix (HLH), mely megkönnyíti a fehérje-fehérje interakciókat. Része továbbá két PAS domén, a PAS-A és a PAS-B, melyek a Drosophila period (Per), single-minded (Sim) génjeinek, valamint az AhR partnerének, az ARNT-nak doménjeihez nagy homológiát mutató 200-350 aminosavas szakaszok. A PAS domének segítenek másodlagos interakciókat más PAS-tartalmú fehérjékkel, mint ami az AhR és az ARNT esetén fennáll, így dimer és heteromer komplexek keletkezhetnek. Az AhR ligandumkötő helye a PAS-B doménben van, és számos, a ligandumkötéshez fontos állandó aminosavat tartalmaz. A fehérje C-terminális végén glutamin- (Q-) gazdag domén van, mely a koaktivátorok működtetésében és a transzaktivációban fontos.

## Ligandumok
Az AhR-ligandumok 2 kategóriába sorolhatók: szintetikusak vagy természetben előfordulók. Az első felfedezett ligandumok szintetikusak voltak, és halogénezett aromás vegyületek (poliklórozott dibenzodioxinok, dibenzofuránok és bifenilek) és policiklusos aromás szénhidrogének (3-metilkolantrén, benzo[a]pirén, benzantracének és benzoflavonok) voltak. Számos szintetikus ligandumot terveztek mellrákkezelésre.
Kutatások folytak természetesen előforduló vegyületekre is endogén ligandum azonosítására. Természetes Ahr-ligandumok például triptofánszármazékok, például az indigófesték és az indirubin, tetrapirrolok, például a bilirubin, az arachidonsav-metabolit lipoxin A4 és prosztaglandin G, módosult alacsony sűrűségű lipoprotein és bizonyos étkezési karotinoidok. Feltételezték korábban, hogy az endogén ligandum receptoragonista, azonban Savouret et al. kimutatta, hogy nem feltétlenül igaz ez, mivel a 7-ketokoleszterin teljesen gátolja az Ahr jelátvitelét.
A karbidopa szelektív aromásszénhidrogénreceptor-modulátor (SAhRM). További SAhRM-ek például a mikrobiális eredetű 1,4-dihidroxi-2-naftoesav és a növényi eredetű 3,3-diindolilmetán.
Az indolokarbazol (ICZ) az egyik legerősebb nem halogénezett AhR-agonista in vitro.
Ligandumfüggetlen AhR-aktivitás látható az emlős-AhR-ben. Az emlős-AhR-nek nincs szüksége exogénligandum-függő aktivációra a működéshez, és szerepet játszhat egyes transzformáló növekedési faktor β (TGF-b)-izoformák expressziójában. Ez nem azt jelenti, hogy a ligandumdependens AhR-aktiváció nem szükséges az AhR-működéshez, hanem hogy ha szükséges ligandum, azt endogén módon biztosítják ismeretlen sejtek vagy szövetek.

## Jelzőútvonal

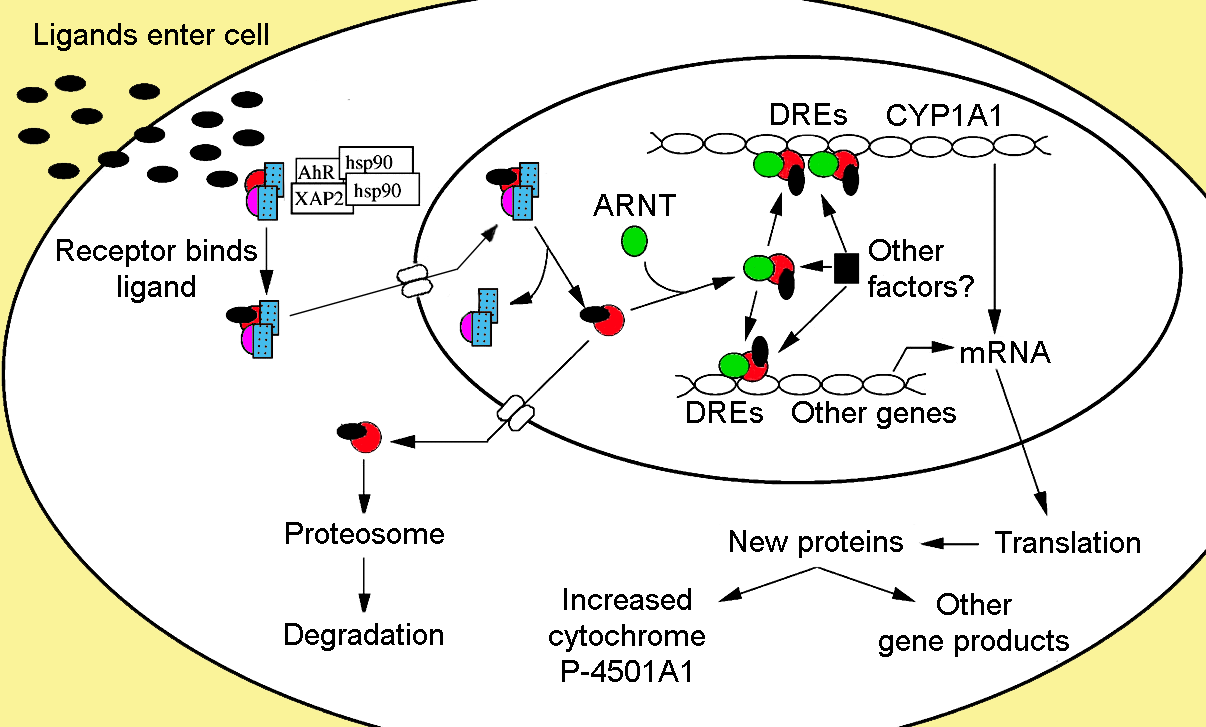
AhR-jelzőútvonal

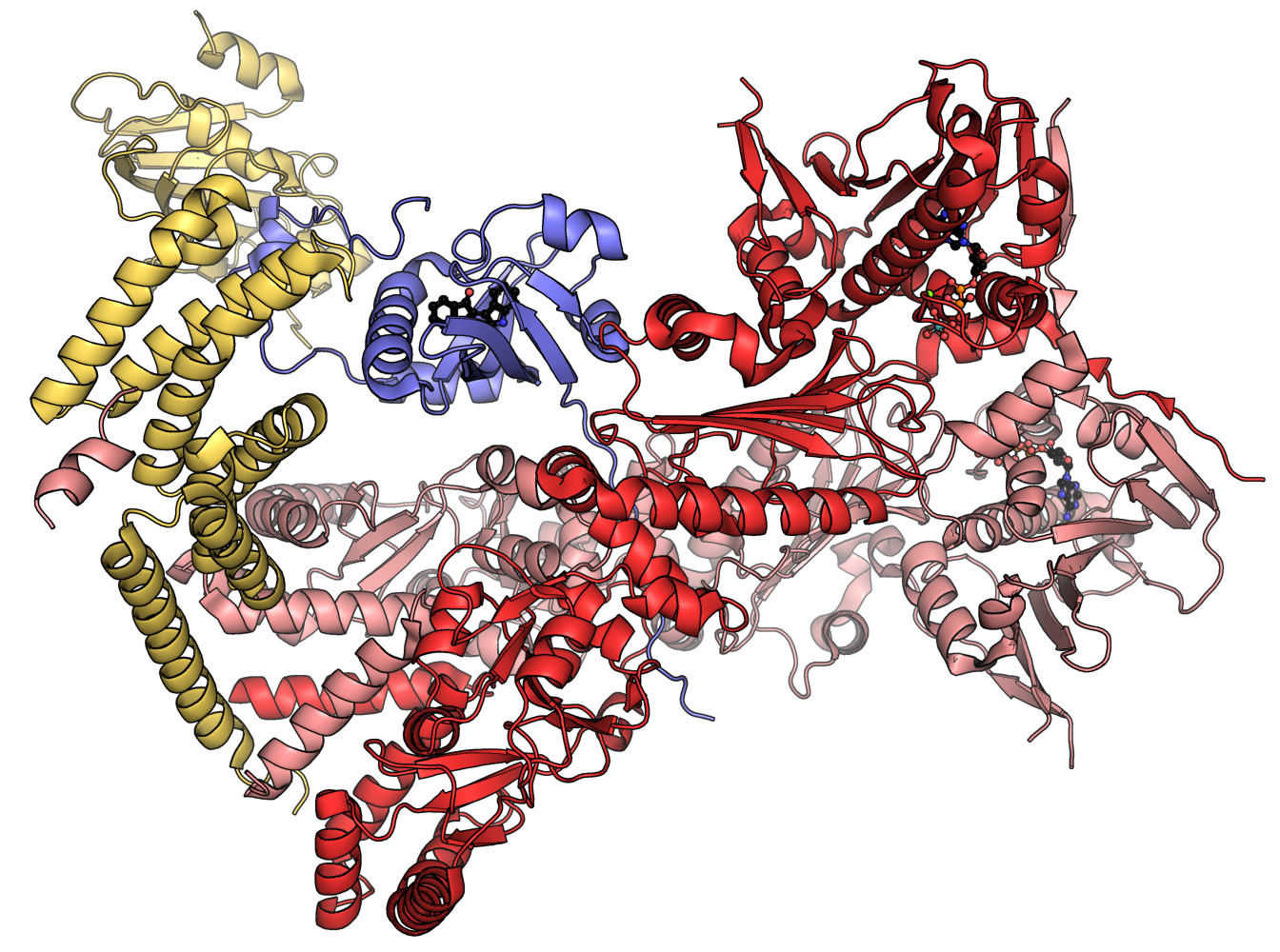
Az AhR (kék), az AH-receptorral kölcsönható fehérje (XAP2, sárga) és a hősokkprotein 90-β (Hsp90, vörös) komplexe. Az AhR indirubinhoz, a Hsp90 ADP-hez kötődik.

### Citoszolkomplex
A nem ligandumkötött AhR a citoplazmában van inaktív fehérjekomplexként, mely Hsp90-dimerből, prosztaglandin E-szintáz 3-ból (PTGES3, p23), egy immunofilin szerű AH-receptorral kölcsönható proteinből, más néven hepatitis B-vírus X-asszociált protein 2-ből (XAP2), AhR-kölcsönható proteinből (AIP) és AhR-aktivált 9-ből (ARA9) áll. A Hsp90-dimer a PTGES3-mal (p23) több funkciót lát el: védi a receptort a proteolízistől, a receptort ligandumkötést lehetővé tevő konformációban rögzíti, és megakadályozza az idő előtti ARNT-kötést. Az AIP a Hsp90 C-terminusával kölcsönhat, és az AhR magi lokalizációs szekvenciájához (NLS) köt, megakadályozva a receptor nem megfelelő áthelyezését a magba.

### TGF-β-jelzőútvonal
A TGF-β citokinek egy jelzőfehérje-család tagjai, melynek tagjai az aktivin, a Nodal-alcsalád, csontmorfogeetikai fehérjék, növekedési és differenciációs faktorok és a Müller-inhibitor-alcsalád. A TGF-β-jelzés fontos a sejtfiziológiában és -fejlődésben: gátolja a sejtproliferációt, segíti az apoptózist, indukálja a differenciációt, és meghatározza a sejt fejlődését állatokban. TGF-β-aktivátorok például a plazmin, katepszin, a kalpain, a trombospondin 1, egy angiogenezis-gátló glikoprotein és a mátrix-metalloproteináz 2 (MMP-2). A sejtközi mátrix fontos szabályzó szereppel rendelkezik a TGF-β-jelzésben.

### Receptoraktiváció
Az AhR ligandumkötésekor felszabadul az AIP, felfedve a bHLH-n lévő NLS-t, lehetővé téve a magba jutást. Feltételezések szerint a magban a Hsp90 lebomlik, felfedve a két PAS domént, lehetővé téve az ARNT kötését. Az aktivált AhR/ARNT heterodimer képes közvetlenül vagy közvetve kölcsönhatni a DNS-sel a dioxinreszponzív gének 5’-szabályzórégiójában lévő felismerő szakaszokkal.

### DNS-kötés (xenobiotikus válaszelem – XRF)
Az AhR/ARNT komplex AhR-, dioxin- vagy xenobiotikum-reszponzív elemnek (AHRE, DRE, XRE) nevezett klasszikus felismerési motívuma tartalmazza az 5’-GCGTG-3’ magszekvenciát az 5’-T/GNGCGTGA/CG/CA-3’ konszenzusszekvenciában az AhR-reszponzív gének promoterén belül. Az AhR/ARNT heterodimer közvetlenül aszimmetrikusan kötődik az AHRE/DRE/XRE-magszekvenciához: az ARNT az 5’-GTG-3’, az AhR az 5’-TC/TGC-3’ részhez kötődik. 2004-ben feltételezték, hogy egy másik elem, az AHRE-II (5’-CATG(N6)C[T/A]TG-3’) képes közvetett kapcsolatra az AhR/ARNT komplexszel. Válaszelemtől függetlenül az eredmény számos változás a génexpresszióban.

## Fiziológiai és toxikológiai szerepe

### Szerepe a fejlődésben
Az evolúció tekintetében az AhR legrégebbi fiziológiai szerepe nem ismert. Az AhR feltehetően gerinctelenekből fejlődött, ahol ligandumfüggetlen szerepe volt normál fejlődési folyamatokban. A Drosophila AhR-homológja, a spineless (ss) szükséges a csápok és a lábak disztális részének fejlődéséhez. Az ss az emlősök Arnt fehérjéjével homológ tango (tgo) fehérjével dimert alkot, elindítva a géntranszkripciót. A receptor fejlődése gerincesekben lehetővé tette ligandumok kötését, és segíthette az embert a füstös tüzek tolerálásában. A fejlődő gerincesekben az AhR szerepet játszhat a sejtproliferációban és -differenciációban. Bár nincs egyértelmű endogén liganduma, az AhR szerepet játszhat számos fejlődési útvonal differenciációjában, beleértve a hematopoiesist, lymphoid systems, a T-sejteket, a neuronokat és a hepatocitákat. Az AhR fontos funkcióval rendelkezhet a vérképző őssejtekben: az AhR-antagonizmus  segíti megújulásukat és ex vivo növekedésüket, és fontos a megakariociták differenciációjában. Felnőttkorban a jelzés a stresszválasszal függ össze, és az AhR-mutációk összefüggnek a major depresszióval.

### Adaptív és veleszületett válasz
Az adaptív válasz a xenobiotikumbontó enzimek indukciójában jelenik meg. E válaszra az első bizonyítékot a citokróm P450 1A1 (Cyp1a1) indukciójában figyelték meg, melyet a TCDD-kitettség okozott, mely közvetlenül kapcsolódik az AhR-útvonal aktivációjához. Más AhR-ligandumok által indukált metabolikus gének keresése a DRE-k jelenléte miatt I-es és II-es fázisú metabolikus enzimekből álló „AhR-gén-csoportot” mutatott ki, ide tartozó enzimek a CYP1A1, a CYP1A2, a CYP1B1, az NQO1, az ALDH3A1, az UGT1A2 és a GSTA1. Feltehetően a gerincesekben ennek célja a széles körben való vegyületészlelés, melyet a számos szubsztrát jelez, melyekhez az AhR kötődni tud, megkönnyítve biológiai átalakulásukat és ürülésüket. Az AhR jelezheti mérgező vegyületek jelenlétét az ételben, ilyen ételek elkerülését okozva.
Az AhR-aktiváció fontos lehet az immunválaszban és a gyulladásgátlásban az interleukin-22 erősítésével és a Th17-válasz csökkentésével. Az AHR-gyengítés általában a veleszületett immunitás génjeinek expresszióját csökkenti a THP-1 sejtekben.

### Toxikus válasz
Az adaptív válasz kiterjesztései az AhR-aktiváció által kiváltott toxikus válaszok. Ennek oka két különböző AhR-jelzési mód. Az első az adaptív válasz mellékhatása, ekkor az anyagcsereenzimek indukciója mérgező metabolitok termelését okozza. Például a benzo[a]pirén, egy AhR-ligandum indukálja saját metabolizmusát és mérgező metabolittá való bioaktivációját a CYP1A1 és CYP1B1 indukciójával egyes szövetekben. A másik mérgezési útvonal az AhR-géncsoporton túli globális géntranszkripció változása révén történik. Ezek a sejtfolyamatok és -funkciók negatív változását okozzák. Mikrocsoport-elemzéssel lehetett ezt legjobban megérteni és jellemezni.
A xenobiotikumbontó enzimek segítik az anyagcserefolyamatot a vegyületek átalakításával és exkréciójával. A legerősebb CYP1A1-indukáló a 2,3,7,8-tetraklórdibenzo-p-dioxin (TCDD). Ezenkívül a TCDD számos biokémiai és toxikus hatást okoz, például teratogenezist, immunszupressziót és tumorpromóciót. A legtöbb TCDD és PAH-k okozta hatást az AhR mediálja, mely erősen kapcsolódik ezekhez.

## Fehérje-fehérje kölcsönhatások
A fent említetteken kívül az alábbi fehérjékkel is kölcsönhatásba lép az AhR:
- AIP[32]
- ARNTL[83]
- CCNT1[84]
- ESR1[85][86]
- NCOA1[87]
- NEDD8[88]
- NRIP1[89]
- RELA[90][91]
- RELB[92]
- RP[93]

## Fordítás
- Ez a szócikk részben vagy egészben  az   Aryl hydrocarbon receptor című angol Wikipédia-szócikk ezen változatának fordításán alapul.  Az eredeti cikk szerkesztőit annak laptörténete sorolja fel. Ez a jelzés csupán a megfogalmazás eredetét és a szerzői jogokat jelzi, nem szolgál a cikkben szereplő információk forrásmegjelöléseként.